# 気多村
気多村（けたむら）は静岡県の西部、周智郡に属していた村である。現在の浜松市天竜区東部、気田川上流域にあたる。

## 地理
- 山：岩岳山、竜馬ヶ岳、竜頭山、入地山、京丸山、高塚山、蕎麦粒山
- 河川：気田川、杉川、石切川

## 歴史
- 1889年（明治22年）4月1日 - 町村制の施行により気田村、宮川村、豊岡村、小俣京丸村、石切村が合併して発足。
- 1957年（昭和32年）8月1日 - 春野町と合併し、改めて春野町が発足。同日気多村廃止。
- 2005年（平成17年）7月1日 - 春野町が浜松市に編入。
- 2007年（平成19年）4月1日 - 浜松市が政令指定都市に移行し、旧町域が天竜区となる。